# Kasteel van Raeren

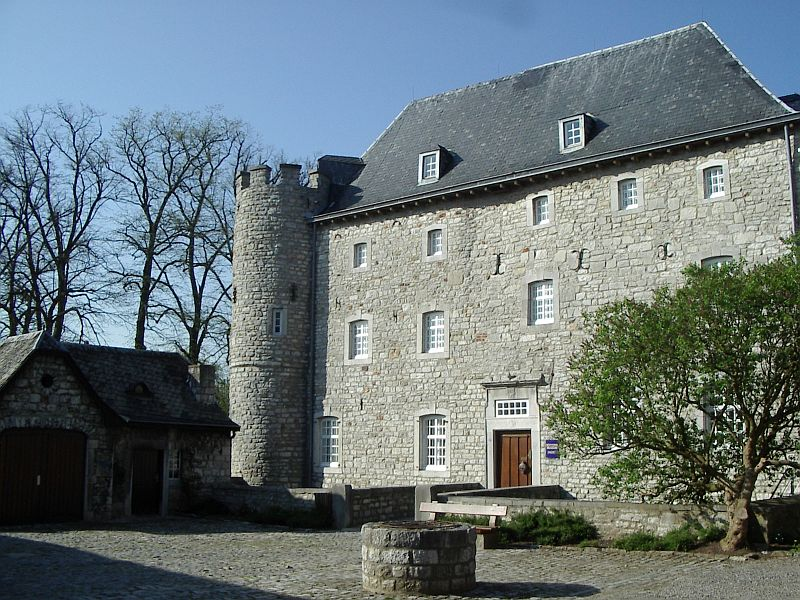
Pottenbakkerijmuseum in Raeren

Het Kasteel van Raeren of Burcht Raeren is een waterburcht in Raeren, tevens vestigingsplaats van het pottenbakkerijmuseum. Dit museum met zijn collectie Raerens 'steengoed' heeft de status van Europees erfgoed.

## Museum

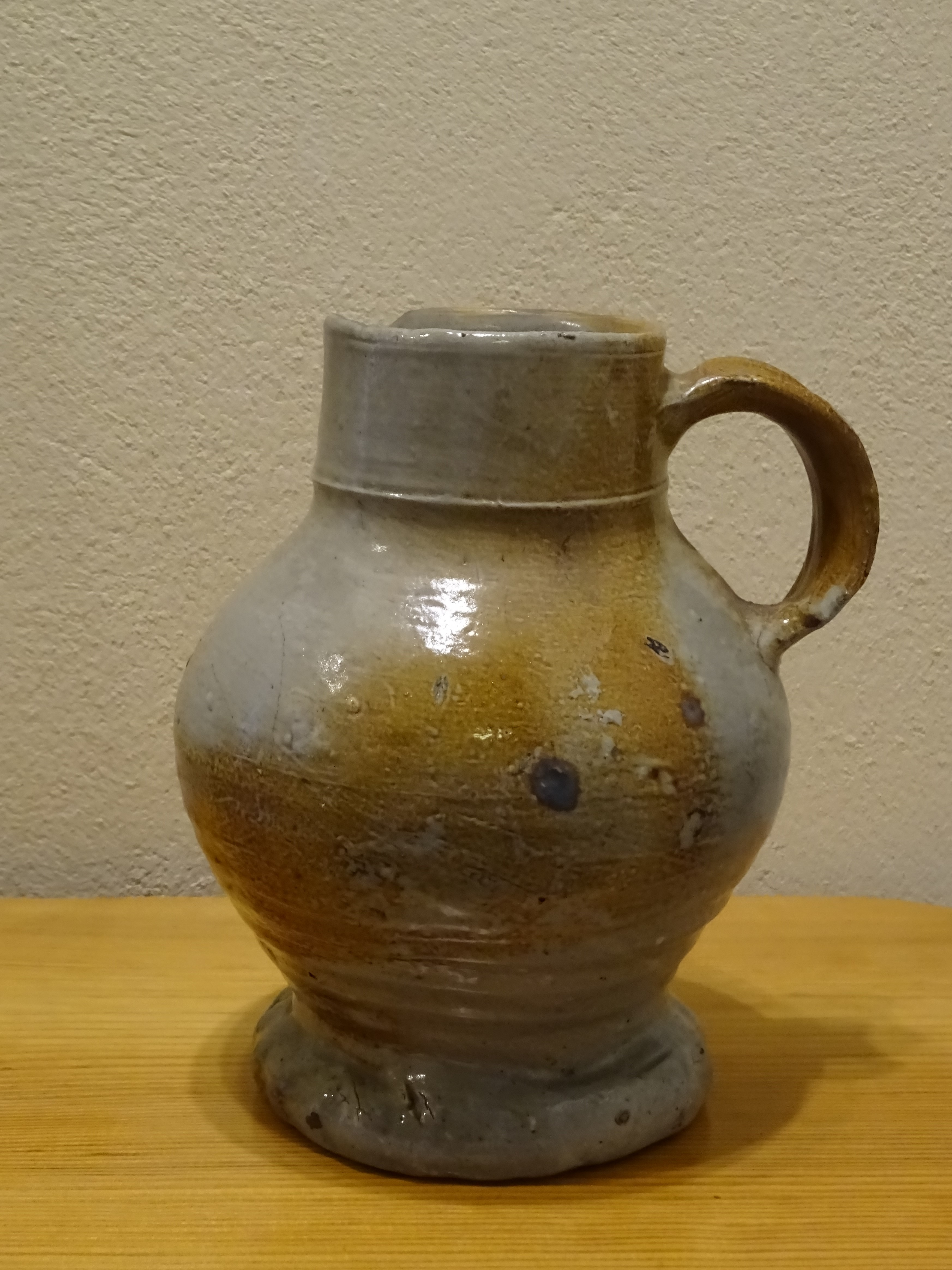
Aardewerken kan uit Raeren

In Raeren wordt al eeuwenlang op grote schaal speciaal aardewerk gemaakt. Het in 1963 in de burcht gestichte museum toont de geschiedenis van het Rheinische Steingut, in het bijzonder het Raerense steengoed. De expositie herbergt talloze archeologische vondsten, en biedt met aardewerk uit de Romeinse tijd, de Middeleeuwen en de Renaissance een mooi overzicht van de ontwikkeling van deze nijverheid.

## Burcht
De Burcht gaat terug tot halverwege de 14e eeuw. Het kasteel bestond toen uit een vierkante toren en twee verdiepingen. De eerste bekende bezitter was (in 1426) Johann van den Roideren, waar de oude naam het kasteel zen Roideren naar verwees. Ruim een eeuw later liet Philipp von Lomont het kasteel na een brand sterk vergroten. Ook breidde hij in 1583 het woonhuis uit. Voor de nieuwbouw werd het voor deze streek typische blauwe hardsteen gebruikt. Nadat de burcht in de loop van de tijd steeds bouwvalliger was geworden, verbouwde de toenmalige eigenaar Peter Joseph de Nys de burcht in het begin van de 19e eeuw opnieuw, dit keer in romantische stijl. Zijn wapen en dat van zijn vrouw sieren ook nu nog de entree. Een brand legde in 1856 de boerderijgebouwen in as maar deze werden herbouwd.
In 1960 kocht de gemeente Raeren het gebouw waarna het zijn huidige functie kreeg.